# Rohrbündel

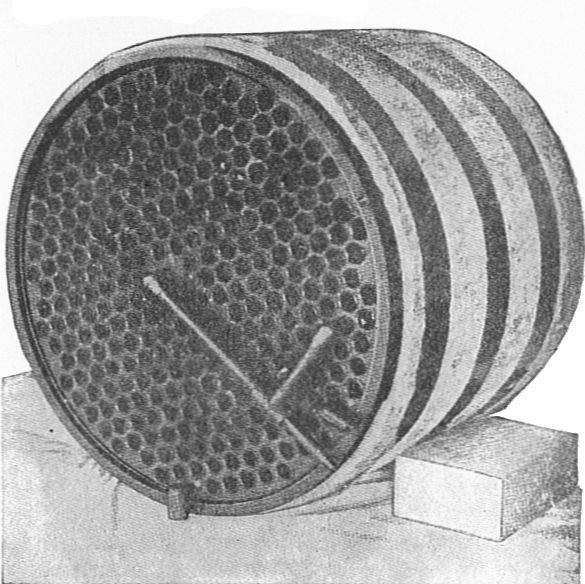
Beispiel eines Rohrbündels in einem Dampferzeuger

Ein Rohrbündel ist eine baugruppenartige Zusammenfassung einzelner Rohre zu einer Einheit. Das Rohrbündel und die Rohre können dabei komplizierte geometrische Formen haben. Zum Beispiel werden auch ovale oder gerippte Rohre eingesetzt. Rohrbündel werden insbesondere im Kesselbau, bei Rohrbündelwärmeübertragern und in der chemischen Industrie zur katalytischen Herstellung von Stoffen in Rohrbündelreaktoren eingesetzt.